# 오라시오 카르테스 행정부
오라시오 카르테스 행정부는 파라과이의 전직 대통령인 오라시오 카르테스를 대통령으로 하는 정부이다. 2013년 8월 15일 카르테스의 취임과 함께 출범했으며 2018년 8월 15일에 막을 내렸다.

## 국정 방향
기업인 출신으로, 경제와 외교 면에서 실용 노선을 추구할 것으로 예측되었다. 주요 국정 과제는 경제 성장과 빈곤퇴치, 정치개혁 등이다.

## 사회 정책
2013년 8월 24일 의회에서 '국방과 국내 치안을 위한 법률'의 일부 조항이 개정되었으며, 이를 통해 대통령이 의회의 사전 승인 없이도 무장조직 소탕을 위해 군 병력을 동원할 수 있도록 했다. 카르테스 대통령이 취임한 지 사흘만에 무장 게릴라 대원들이 농장 직원들을 납치·살해하는 사건이 발생하자 의회에 법률 개정을 요청했다.
한편 카르테스는 삼촌인 후안 비베로스가 마약 불법거래 혐의로 처벌 위기에 놓이자 다른 사람과 같은 처벌을 해야 한다는 입장을 취했다.

## 내각 구성
| 부              | 이름                   |
| --------------- | ---------------------- |
| 부통령          | 후안 아파라            |
| 재정부 장관     | 헤르만 로하스          |
| 외교통상부 장관 | 엘라디오 로이사가      |
| 국방부 장관     | 베르나르디노 소토      |
| 내무부 장관     | 프란시스코 데 바르가스 |
| 산업통상부 장관 | 구스타보 레이테        |
| 농업부 장관     | 호르헤 가티니          |
| 공공사업부 장관 | 라몬 히메네스 가오나   |
| 보건부 장관     | 안토니오 바리오스      |
| 문화교육부 장관 | 마르타 라푸엔테        |
| 정의노동부 장관 | 셰일라 아베드          |
| 여성부 장관     | 아나 마리아 바이아르디 |
| 체육안전부 장관 | 빅토르 마누엘 페치     |